# Pan Pacific Open 1986
Pan Pacific Open 1986 — жіночий тенісний турнір, що проходив на закритих кортах з килимовим покриттям Токійського палацу спорту в Токіо (Японія). Належав до турнірів 4-ї категорії в рамках Туру WTA 1986. Відбувся водинадцяте й тривав з 8 вересня до 14 вересня 1986 року. Перша сіяна Штеффі Граф здобула титул в одиночному розряді.

## Фінальна частина

### Одиночний розряд
Штеффі Граф —  Мануела Малеєва 6–4, 6–2
- Для Граф це був 6-й титул в одиночному розряді за сезон і за кар'єру.

### Парний розряд
Беттіна Бюнге /  Штеффі Граф —  Катарина Малеєва /  Мануела Малеєва 6–1, 6–7(4–7), 6–2